# (15783) Briancox
(15783) Briancox est un astéroïde de la ceinture principale et plus spécifiquement du groupe de Hilda.

## Description
(15783) Briancox est un astéroïde du groupe de Hilda. Il présente une orbite caractérisée par un demi-grand axe de 3,96 UA, une excentricité de 0,26 et une inclinaison de 4,8° par rapport à l'écliptique.

## Compléments